# Mechanizm krzywkowy

Mechanizm krzywkowy

Mechanizm krzywkowy – mechanizm zmieniający ruch elementu aktywnego zwanego krzywką, na ruch innego elementu biernego zwanego popychaczem, poprzez styk powierzchni tych elementów i odpowiednie ukształtowanie powierzchni styku. 
Mechanizmy krzywkowe spełniają różnorakie funkcje w maszynach, ukształtowanie powierzchni krzywki umożliwia uzyskanie niemal dowolnej charakterystyki ruchu. 
Rodzaje popychaczy:
- ostrzowy
- rolkowy
- talerzykowy
- grzybkowy
- wahadłowy.